# San José de Miranda
San José de Miranda – miasto w Kolumbii, w departamencie Santander.